# Blåvandshuk

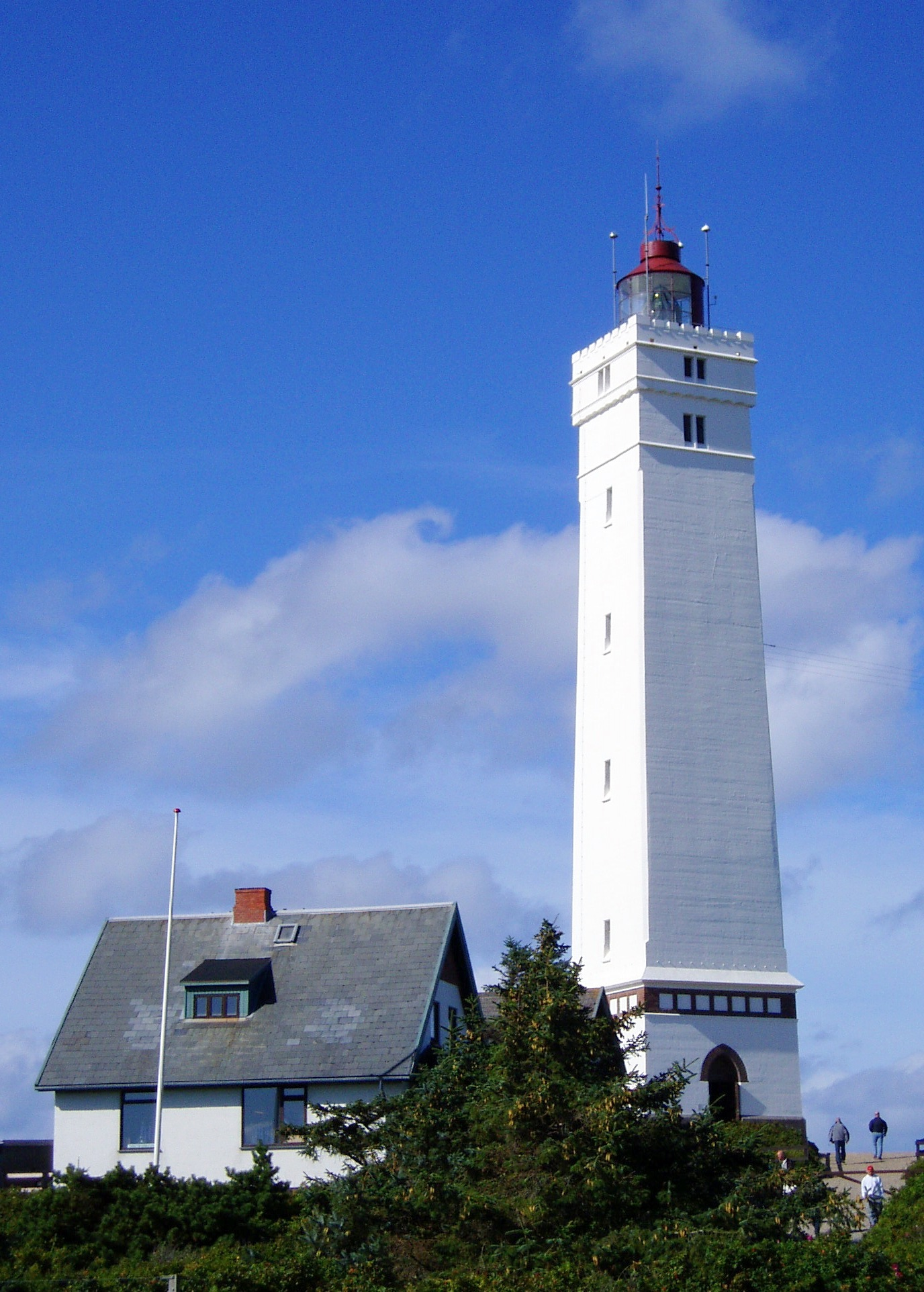
Vuurtoren

Blåvandshuk  is een voormalige gemeente in Denemarken.  De hoofdplaats van de gemeente was Oksbøl. Blåvanshuk was deel van de provincie Ribe. De oppervlakte bedroeg 222,8 km². De gemeente telde 4378 inwoners waarvan 2196 mannen en 2182 vrouwen (cijfers 2007).
De gemeente werd gevormd in 1970 en omvatte de parochies Ho, Oksby en Ål, die alle drie deel uitmaakten van de voormalige herred Vester Horne.
Bij de herindeling van 2007 werd de gemeente bij Varde gevoegd.
Op het strand van Blåvand iets ten westen van de vuurtoren, bevindt zich het meest westelijke punt van Denemarken, tevens Blåvands Huk genoemd.